# Druckerhöhungsanlage
Eine Druckerhöhungsanlage (DEA) ist eine automatisch gesteuerte Pumpe oder eine Kombination aus Pumpen und weiteren technischen Einrichtungen zur Erhöhung des Versorgungsdrucks in der Wasserversorgung. Technische Herausforderung ist dabei, einen konstanten Versorgungsdruck bei schwankenden Abgabemengen zu gewährleisten. Dies ist bei Wasser wesentlich schwieriger als bei gasförmigen Medien, da Wasser kaum komprimierbar ist.

## Anlagentypen

### Anlagen für Gebäude
Eine Druckerhöhungsanlage ist Teil des Wasserverteilungssystems innerhalb eines Gebäudes.

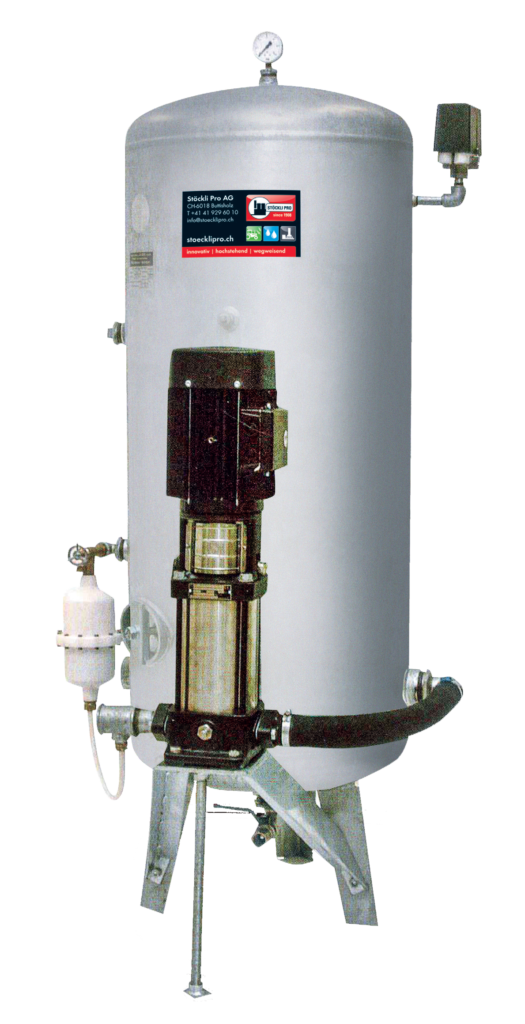
Stöckli-Druckerhöhungsanlage für die Frischwasserförderung

Sie ist dazu gedacht, den Wasserdruck im Trinkwasser- sowie im Löschwasserbereich für alle Etagen ausreichend zu erhöhen. Notwendig werden Druckerhöhungsanlagen bei Hochhäusern, wenn der Versorgungsdruck des Wasserwerks für die jeweilige Hochhaushöhe nicht ausreicht, oder in öffentlichen Gebäuden, wenn die gesetzlich vorgeschriebenen Wandhydranten mit Löschwasser versorgt werden müssen.
Die DEA wird direkt nach dem Hausanschluss (unmittelbarer Anschluss) und vor dem ersten Verbraucher eingebaut, um eine Druckerhöhung für alle Parteien zu gewährleisten. Wird Trinkwasser aus einer Eigenwasserversorgungsanlage entnommen, so ist vor den Pumpen der DEA ein druckloser Behälter einzubauen (mittelbarer Anschluss); man beachte den hygienischen Nachteil. 
In der Regel besteht eine Druckerhöhungsanlage aus zwei bis sechs Pumpenmotoren, die mit je zwei Absperrschiebern oder Absperrhähnen in den Wasserkreislauf eingebunden sind. Über eine schaltungs- oder computertechnische Steuerung werden die einzelnen Pumpen möglichst im Wechselbetrieb (bei hohem Bedarf auch alle gleichzeitig) ein- und ausgeschaltet und/oder je nach Bedarf in der Drehzahl angepasst, um stets den benötigten Wasserdruck im System zu gewährleisten.
Zusätzlich sind in der Druckerhöhungsanlage noch Druckausgleichmembranbehälter (auch: Membran-Druckausdehnungsgefäße) eingebaut, womit ein ständiges Ein- und Ausschalten (Flattern) der Pumpenmotoren vermieden wird. Diese Behälter "drücken" ihren Wasserinhalt mit Überdruck in das Verteilungsnetz, um einen größeren Wasservorrat im System bereitzustellen. Hierdurch werden die Pumpenmotoren geschont (Erhöhung der Lebensdauer) und Druckstöße vermieden, die zu Geräuschen führen können.
Druckerhöhungsanlagen und deren Anschlussbedingungen müssen vom jeweiligen Wasserversorgungsunternehmen genehmigt werden.
Neben den Druckerhöhungsanlagen innerhalb von Gebäuden werden diese auch außerhalb zur Erhöhung der Förderhöhe im Wasserverteilungsnetz eingesetzt.
Aufgrund der hohen mechanischen Anforderungen an alle Bauteile der DEA ist eine halbjährige, mindestens aber eine jährliche Wartung erforderlich, um den sicheren Betrieb zu gewährleisten und Versorgungsausfälle im Vorfeld zu verhindern. In öffentlichen Gebäuden, die mit Löschwasseranschlüssen (auch Wandhydranten genannt) versehen sind, ist ein halbjährliches Wartungsintervall vorgesehen.
Die DIN 14462 „Löschwassereinrichtungen“ gibt für alle im Gebäude liegenden Löschwasseranschlüsse beim Wandhydrant Typ F einen Fließdruck (statischer Druck unter Entnahmebedingungen) von mindestens 3 bar bei der Gleichzeitigkeit von drei benutzten Hydranten (folglich 3 × 100 l/min = 300 l/min) und höchstens 8 bar vor. Der Ruhedruck darf 12 bar nicht überschreiten.

### Anlagen für Gemeinden
Oftmals variiert in einer Stadt der Wasserdruck ganz erheblich wegen der natürlichen Höhenunterschiede.

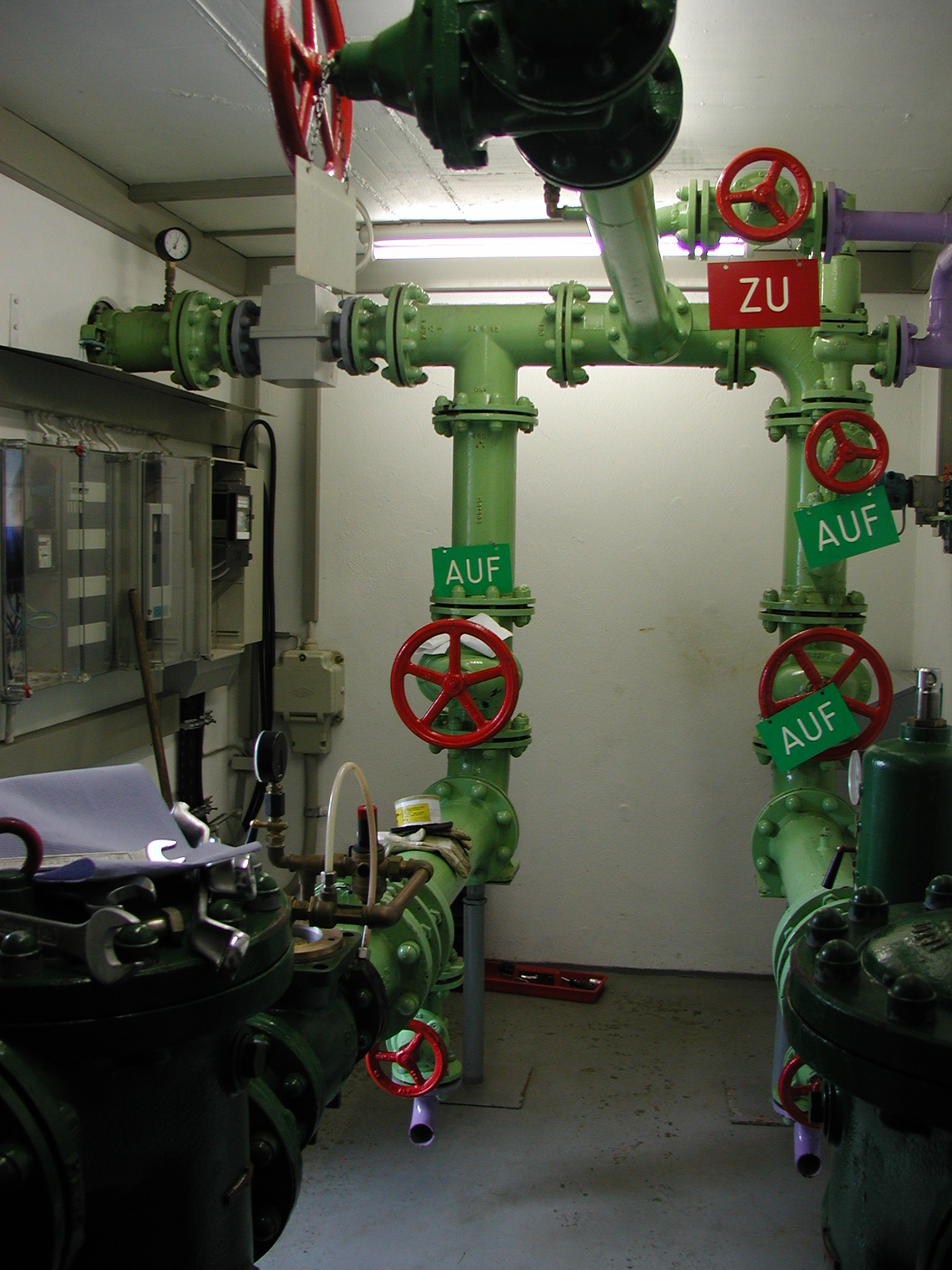
Inneres einer Druckermäßigungsanlage

Ein klassisches Beispiel dafür ist Remscheid, jene Stadt, in der mit der Eschbachtalsperre die erste Trinkwassertalsperre Deutschlands erbaut wurde. Innerhalb der Gemeindefläche von etwa 75 km² liegt der niedrigste Punkt bei 98 m, der höchste bei 365 m. Hier muss in den unterschiedlichen Höhenlagen für Druckausgleich gesorgt werden. Da es in der Stadt 17 Druckzonen gibt, in denen ständig ein Wasserdruck zwischen drei und neun bar bestehen soll, ist das für den Wasserversorger eine permanente Herausforderung.
Aus der Dhünn-Talsperre wird das Wasser zunächst auf den „Stadtkegel“ gepumpt, wo es vom Wasserspeicher am Stadtpark aus verteilt wird.  Dazu sind zum einen Druckerhöhungsanlagen zwischengeschaltet, die sich in Remscheid am ehemaligen Wasserwerk im Eschbachtal, an der Engelsburg und auf dem Rattenberg befinden. 
Zahlreicher jedoch sind die Druckermäßigungsanlagen. Sie sind in kleinen, von außen eher unscheinbaren, bunkerartigen Bauwerken untergebracht. Hier befinden sich Rohrsysteme und automatisch arbeitende Druckminderer, die vom Energieversorger regelmäßig gewartet und kontrolliert werden, um die Gleichmäßigkeit des Drucks zu gewährleisten.